# 信太範貞
信太 範貞（しのだ のりさだ）は、戦国時代の武士。小田政治の家臣。常陸国土浦城主。

## 略歴
信太家範の子として誕生。
永正13年（1516年）、菅谷勝貞が土浦城の若泉五郎左衛門を討ち、範貞が新しく土浦城主に置かれ政治により菅谷勝貞を養子とした。
大永4年（1524年）、病没。病没後、養子・勝貞が跡を継いだがのちに菅谷姓に復している。子孫は江戸時代に旗本として存続した。